# 桑布斯
桑布斯（法語：Seingbouse，法語發音：[sɛ̃buz]；洛林法兰克语：Bus）是法国摩泽尔省的一个市镇，属于福尔巴克-布莱摩泽尔区。

## 地理
桑布斯（49°6'48"N, 6°49'52"E）面积8.05 平方千米，位于法国大東部大區摩泽尔省，该省份为法国东北部内陆省份，是洛林的一部分，西南接默尔特-摩泽尔省，东临下莱茵省，北与卢森堡和德国接壤。
与桑布斯接壤的市镇（或旧市镇、城区）包括：巴尔斯特、贝南莱圣阿沃尔德、贝坦、卡佩勒、法雷贝斯维莱尔、法尔什维莱尔、根维莱尔、亨利维尔。

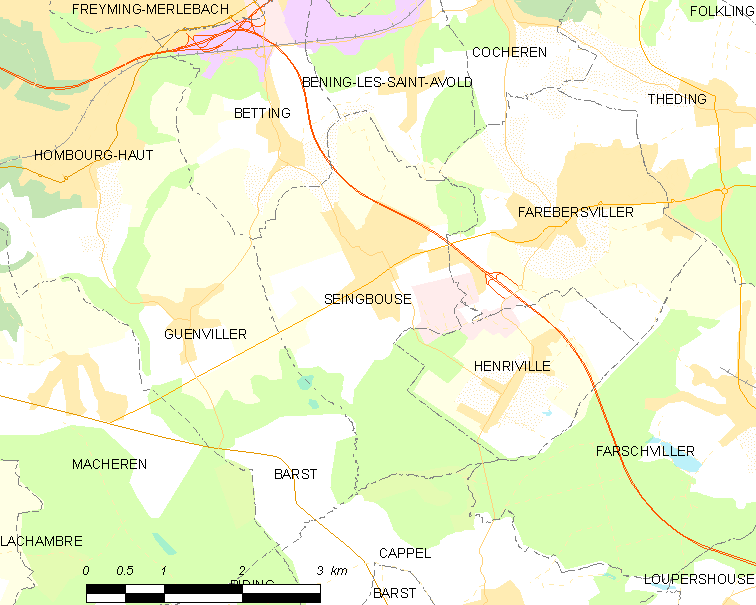
桑布斯的OSM定位图

桑布斯的时区为UTC+01:00、UTC+02:00（夏令时）。

## 行政
桑布斯的邮政编码为57455，INSEE市镇编码为57644。

## 政治
桑布斯所属的省级选区为弗雷曼-梅尔勒巴克县。

## 人口

1962-2008年间桑布斯人口变化图示

桑布斯于2022年1月1日时的人口数量为1695人。